# 勒盖德拉谢讷
勒盖德拉谢讷（法語：Le Gué-de-la-Chaîne，法語發音：[lə ɡe də la ʃɛn]）是法国奥恩省的一个旧市镇，属于莫尔塔涅欧佩什区。2017年，勒盖德拉谢讷与临近的5个市镇合并为新市镇佩尔什地区贝尔福雷。

## 地理
勒盖德拉谢讷（48°22'31"N, 0°31'22"E）面积18.64 平方千米，位于法国诺曼底大区奧恩省，该省份为法国西北部内陆省份，北起顺时针与卡爾瓦多斯省、厄尔省、厄尔-卢瓦省、萨尔特省、马耶讷省和芒什省接壤。
与勒盖德拉谢讷接壤的市镇（或旧市镇、城区）包括：贝拉维利耶、沃努瓦斯、埃佩赖、伊热、奥里尼勒比坦、拉佩里耶尔、圣马丹-迪维约贝莱姆。

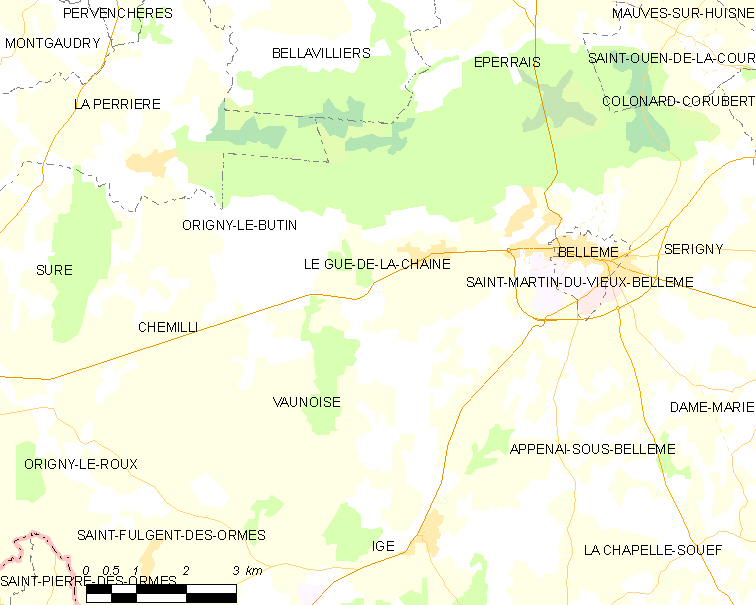
勒盖德拉谢讷的OSM定位图

勒盖德拉谢讷的时区为UTC+01:00、UTC+02:00（夏令时）。

## 行政
勒盖德拉谢讷的邮政编码为61130，INSEE市镇编码为61196。

## 政治
勒盖德拉谢讷所属的省级选区为瑟通县。

## 人口

1962-2008年间勒盖德拉谢讷人口变化图示

勒盖德拉谢讷于2018年1月1日时的人口数量为741人。